# Hermissenda emurai
Hermissenda emurai (Baba, 1937) è un mollusco nudibranchio della famiglia Myrrhinidae.